# إيداس تالاريون
إيداس تالاريون (بالإنجليزية: EADS Talarion)‏ هي طائرة بدون طيار (UAV)، للارتفاعات المتوسطة تستطيع التحليق في الجو لفترة طويلة، صممتها شركة مجموعة إيرباص (EADS)، لتلبية الاحتياجات العسكرية الأوروبية المستقبلية للاستطلاع الجوي والاستخبارات العسكرية والمراقبة الجوية.

## مواصفات
مصدر البيانات: Military Factory
المواصفات العامة
- طاقم العمل: none
- الطول: 10 م (32.81 قدم  إنش)
- طول الجناح: 28 م (91.86 قدم  إنش)
- الأرتفاع: 3.45 م (11.32 قدم  إنش)
- الوزن الفارغ: 3,200 كجم (7,055 رطل)
- الوزن الإجمالي: 10,000 كجم (22,046 رطل)

الأداء
- السرعة القصوى: 630 كم/س (391 ميل/ساعة)
- المدى: 16,000 كم (9,942 ميل)
- الحد الأقصى للخدمة: 15,000 م (49,213 قدم)

## التصميم والتطوير
تم الكشف عن تطوير Talarion من خلال نموذج بالحجم الطبيعي تم عرضه في معرض باريس للطيران عام 2009. هذه المركبة عبارة عن طائرة بدون طيار ذات محرك نفاث مزدوج ويبلغ طول جناحيها حوالي 28 مترًا. وسيتم بناء إلكترونيات الطيران من قبل شركة ساب . 
تشير التقديرات البرلمانية الفرنسية إلى أن إجمالي تكاليف برنامج Talarion تبلغ حوالي 2.9 مليار يورو، بما في ذلك حوالي 12-15 نظامًا يتكون كل منها من ثلاث طائرات بدون طيار. 

### الشراكة مع الصناعات الجوية التركية
وفي مايو 2011، انضمت مجموعة من الموردين الأتراك ، بقيادة شركة الصناعات الجوية التركية، إلى المشروع من خلال توقيع مذكرة تفاهم مع شركة EADS Cassidian لبرنامج الطائرات بدون طيار Talarion.   قامت تركيا (صناعات الطيران والفضاء التركية) بتطوير وإنتاج طائرات بدون طيار MALE خاصة بها بنجاح، وأكتسبت بعد ذلك خبرة كبيرة في تطوير منصات طائرات بدون طيار أكبر حجمًا وطويلة التحمل. ظهر مشروع تركي مشابه جدًا، TAI Anka ، لأول مرة في معرض فارنبورو الجوي لعام 2010 وكان من المقرر أن يدخل الخدمة مع القوات الجوية التركية في أوائل عام 2012،  ولكن تم تقديمه في النهاية في عام 2013.

### الشراكة مع ألينيا
في ديسمبر 2011، أعلنت كاسيديان وألينيا أنهما سيتعاونان في تصنيع طائرات بدون طيار من نوع MALE، بما في ذلك طائرة Talarion. 
في فبراير 2012، أعلنت كاسيديان عن خطط لتقليص برنامج تالاريون، بعد فشلها في تأمين الدعم المالي من المشترين المحتملين في المستقبل.  تتمتع السوق الأوروبية للطائرات بدون طيار الآن بمنافسة أقوى، كما تتعرض الميزانيات لضغوط. 

### عملاء
في عام 2010، أعربت EADS عن إحباطها من أن الدول الأصلية – فرنسا وألمانيا وإسبانيا والمملكة المتحدة – لم تكن ملتزمة بشراء تالاريون. ومع ذلك، فإن القوات المسلحة لدول أخرى قد تشتريها أيضًا؛ بصرف النظر عن الطلب المتوقع من تركيا، قد تكون Talarion أيضًا مرشحة في مسابقة كندية للحصول على أنظمة مراقبة بدون طيار،  وفي يناير 2013، تم اقتراح أن حكومة كوريا الجنوبية قد تفكر في Talarion، أو BAE Telemos ( تم إلغاؤه الآن) كبديل لـ RQ-4 Global Hawk . 
تم اعتبار Telemos أيضًا من المحتمل أن تتنافس مع Talarion في العديد من الصفقات الأوروبية المستقبلية. 